# Olavi Siippainen

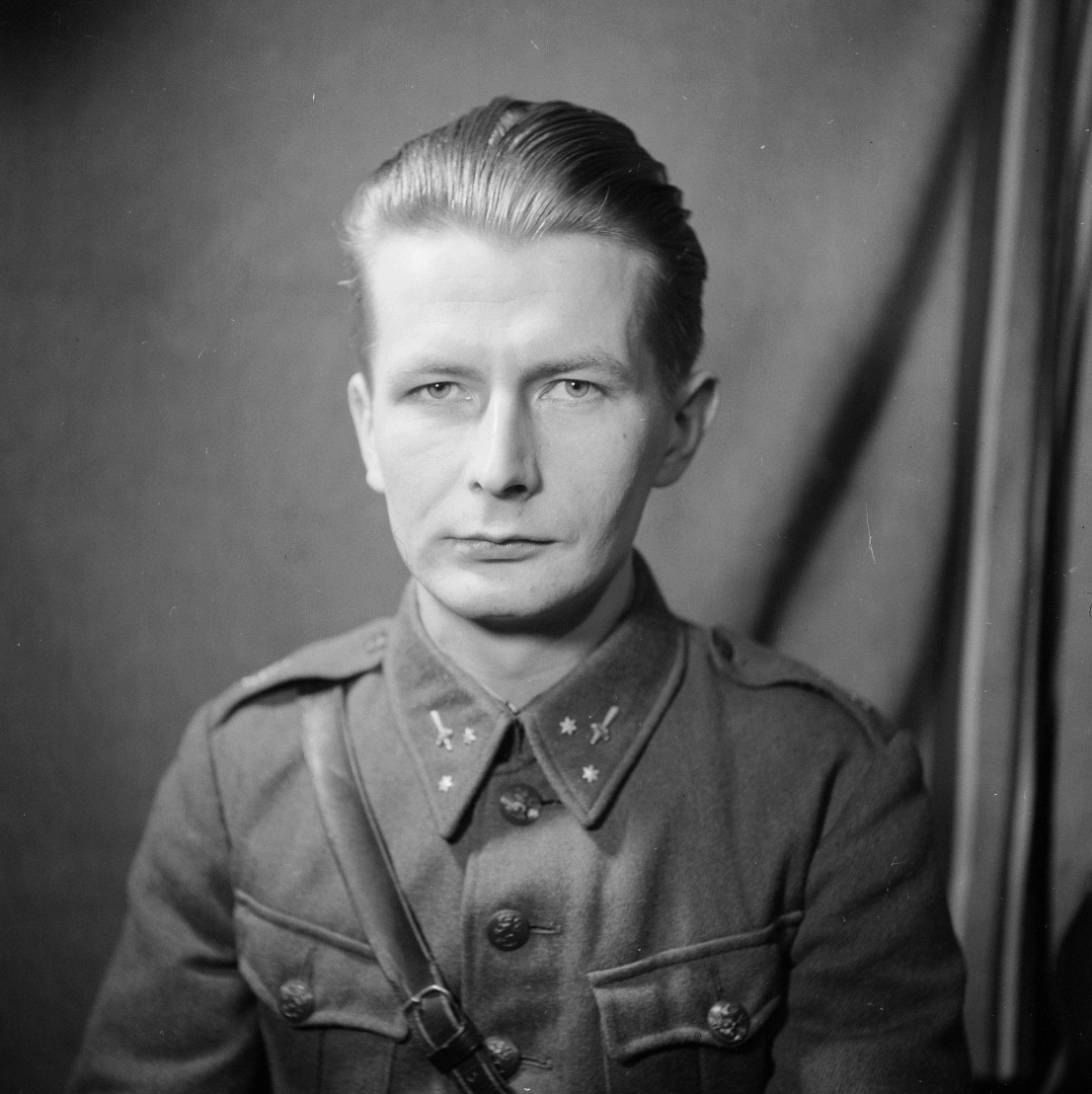
Olavi Siippainen under krigsåren.

Otto Olavi Siippainen, född 15 juli 1915 i Kuopio, död 1 november 1963 i Siilinjärvi, var en finländsk författare.
Siippainen gjorde en uppmärksammad debut med novellsamlingen Nuoruus sumussa (1940). Hans huvudarbete är en självbiografisk romantrilogi, som inleddes med Suuntana läntinen (1943, svensk översättning Att vinna klarhet, 1944) och fortsatte med Maata näkyvissä (1946, svensk översättning Land i sikte, 1948). Då serien avslutades med en roman 1959, utkom alla tre verken under titeln Nuoruuden trilogia. Bland Sippainens övriga arbeten märks novellsamlingarna Loppuun saakka (1942) och Herätys (1955) samt romanen Pyörättömän piiri (1958), som i fråga om motivvalet förebådade 1970-talets litterära realism. Han skrev även lyrik. 